# Битва під Медниками
Битва під Медниками — битва між військами литовців (жемайтів) та Тевтонського ордену. Відбулась 27 липня 1320 року в Медницькій волості.
Маршал Тевтонського ордену Генріх фон Пльоцке (нім. Heinrich von Plötzkau) з 40 лицарями, а також із вершниками із Самбії та Клайпеди увірвались у Медницьку волость.
Коли передові полки тевтонців почали спустошувати волость, жемайти, які завчасно підготувались до битви, неочікувано напали на основні сили ордену. У запеклій битві загинув Генріх фон Пльоцке, 29 лицарів та близько 200 інших воїнів. Декому вдалось утекти. В полон був взятий фогт Самбії Герхард Руде, якого литовці потім спалили як жертву язичницьким богам — у латах, на бойовому коні.
Перемога литовців значно послабила військовий натиск Тевтонського ордену на Жемайтію і дозволила Литві у 1320-х роках взяти військову ініціативу у свої руки.